# Cime Genova
La cime Genova est un sommet italien situé dans la haute vallée du Gesso.

## Géographie
La cime Genova se situe à proximité de la cime sud de l'Argentera, sur la ligne de crête d'orientation nord-sud qui relie la cime de l'Argentera en Italie, à la cime Guilié, en France. Cette ligne de crête sépare les communes italiennes de Valdieri à l'ouest, et d'Entracque, à l'est. D'un point de vue géologique, la cime Genova est principalement constituée de gneiss.

## Accès
La cime Genova est un passage obligé de l'ascension de l'arête sud de l'Argentera. L'itinéraire classique démarre du refuge Remondino, en Italie. Il rejoint ensuite le collet Freshfield, emprunte l'arête sud de l'Argentera, passe par la cime Purtscheller, avant de rejoindre enfin la cime Genova.

### Cartographie
- Carte no 112 au 1/25 000 de l'Istituto Geografico Centrale : « Valle Stura, Vinadio, Argentera »